# Thrippunithura
Thrippunithura es una ciudad y  municipio situada en el distrito de Ernakulam en el estado de Kerala (India). Su población es de 69390 habitantes (2011). Se encuentra a 7 km de Cochín y a 53 km de Alappuzha.

## Demografía
Según el censo de 2011 la población de Thrippunithura era de 69390 habitantes, de los cuales 33918 eran hombres y 35472 eran mujeres. Thrippunithura tiene una tasa media de alfabetización del 97,71%, superior a la media estatal del 94%: la alfabetización masculina es del 98,61%, y la alfabetización femenina del 96,85%.